# HMS Pentstemon (K61)
HMS Pentstemon (K61) je bila korveta razreda flower Kraljeve vojne mornarice, ki je bila operativna med drugo svetovno vojno.

## Zgodovina
Ladjo so leta 1946 prvič prodali in jo nato preprodali naslednje leto, nakar so jo preuredili v trgovsko ladjo in jo preimenovali v Galaxidi. Leta 1951 je bila prodana in preimenovana v Rosa Vlassi.